# Ханский дворец (Ленкорань)
Ханский дворец (азерб. Xan evi) — историко-архитектурный памятник XX века в Ленкорани, Азербайджан.

## История
Дворец, построенный в 1913 году в городе Ленкорань по заказу потомка правителей Талышского ханства Мирахмедахана Талышинского (1883—1916) для своей супруги Тугры ханум. Мирахмедхан пригласил французского архитектора для строительства дворца. Трехэтажный дворец считается первым многоэтажным зданием в Ленкорани. Северный и западный фасады дома были построены из кирпича и белого камня,  восточный и южный — только из красного кирпича. Все строительные материалы были специально привезены из Баку. Дворец был построен в стиле барокко.
Первое в Ленкорани здание, к которому было подведено электричество с установкой специальной электростанции. Здание имеет площадь в 812 квадратных метров и состоит из 12 комнат. Дворец также именуется домом Мир Ахмед-хана.
С 1991 года во дворце размещён Ленкоранский историко-краеведческий музей.
В 2013 — 2015 годах были проведены ремонтно-восстановительные работы здания.